# Variegatinska kislina
Variegatinska kislina (3,3',4,4'-tetrahidroksipulvinska kislina) je oranžen pigment, ki pa na zraku pomodri (znano je, da meso številnih gobanov ob dotiku na poškodovanem mestu pomodrijo oz. potemnijo). Zaradi delovanja oksidativnih encimov se namreč pretvori v modro obarvane chinonmethidne anione.
Prvič je bila osamljena iz Suillus variegatus. Je močan antioksidant. Nespecifično inhibira citokrom P450. Leta 2001 so jo kemijsko sintetizirali s Suzukijevo reakcijo.